# 레이디 램
레이디 램(Lady Lamb, 1990년 ~ )은 미국의 싱어송라이터이다. 레이디 램 더 비키퍼(Lady Lamb the Beekeeper)라고도 불린다.